# Parvaneh
Parvaneh ist ein Kurzfilm des Genre Sozialdrama über eine junge Migrantin aus Afghanistan, die in der Schweiz ihre Erfahrungen mit einer fremden Kultur macht und sich schliesslich in ihr behauptet. Der Film ist die Masterarbeit von Talkhon Hamzavi, die 2012 an der Zürcher Hochschule der Künste ihr Studium über Filmgestaltung abschloss. Bei der Oscarverleihung 2015 war der Film als bester Kurzfilm nominiert.

## Inhalt
Parvaneh (persisch پروانه, DMG Parwāne) ist der Name einer jungen Frau, die aus Afghanistan in die Schweiz einwanderte. In der Schweiz lebt sie abgeschieden in den Bergen in einem Durchgangszentrum für Asylsuchende. Durch ein Telefonat mit ihrer Mutter erfährt sie, dass sich der Gesundheitszustand ihres Vaters verschlechtert hat und er dringend Medikamente benötigt. Durch Schwarzarbeit mit Schneiderarbeiten bei einem Bauern verdient sie Geld. Sie entschliesst sich, nach Zürich zu gehen, um ihrer Familie das verdiente Geld zu senden. In der Stadt angekommen wirkt diese fremd und hektisch und Parvaneh ist zuerst von den vielen neuen Eindrücken überfordert. Sie kann das Geld nicht wie geplant per Western Union überweisen, da sie keine gültigen Papiere besitzt. Sie spricht mehrere Passanten an und versucht Hilfe zu kriegen. Nur Emily, eine junge Frau aus der Punkszenze, möchte ihr helfen, fordert aber eine prozentuale Beteiligung. Da zuerst der Ausweis bei ihr zuhause geholt werden muss, verstreicht soviel Zeit, dass die Agentur bereits geschlossen hat, als sie zurückkehren. Die Nacht überbrücken die beiden mit einer Party, zu der Emily die beiden hinführt. Dort trinkt Parvaneh das erste Mal Alkohol und wird schliesslich noch von einem aufdringlichen Verehrer bestohlen. Der weitere Film handelt vom Aufbau der Freundschaft der beiden Frauen und wie sie das Geld am Ende doch überweisen können.